# هيذر لويس
هيذر لويس (بالإنجليزية: Heather Lewis)‏ هي موسيقية أمريكية، ولدت في 1962.

## وصلات خارجية
- هيثر لويس على موقع ميوزك برينز (الإنجليزية)
- هيثر لويس على موقع أول ميوزيك (الإنجليزية)
- هيثر لويس على موقع ديسكوغز (الإنجليزية)